# サタデー・イブニング・ポスト
サタデー・イブニング・ポストは年に6回刊行されているアメリカの雑誌である。 1897年から1963年まではこのタイトルで毎週、1969年までは2週間に1度刊行されていた。 1920年代から1960年代までフィクションやノンフィクション、漫画や特集記事によって毎週、多数の家庭に影響を与えたため、 アメリカの中間層の間で最も広く流通し影響力の強い雑誌の一つであった。 この雑誌は1960年代の間に読者数が減少し、1969年に休刊したが、2年後の1971年に季刊として復刊した。
2013年に紙面は刷新された。

## 編集者
(from the purchase by Curtis, 1898)
- ウィリアム・ジョージ・ジョーダン (1898–99)
- en:George Horace Lorimer (1899–1937)
- Wesley Winans Stout (1937–42)
- en:Ben Hibbs (1942–62)
- Robert Fuoss (1962)
- en:Robert Sherrod (1962)
- en:Clay Blair, Jr. (1962–64)
- William Emerson (1965–69)
- Beurt SerVaas (1971–75)
- Cory SerVaas, M.D. (1975–2008)
- Joan SerVaas (2008–2009)
- Patrick Perry (2009)[4]
- Stephen C. George (2009–10)
- Steven Slon (2012–present)[5][6]

## 表紙
- (画)J・C・ライエンデッカー
1907年12月28日号
- (画)ノーマン・ロックウェル
1920年12月4日号
- (画)ノーマン・ロックウェル
1921年6月4日号
- (画)N・C・ワイエス
1908年7月18日号
- (画)フィリップ・グッドウィン
1906年6月9日号
- (画)ハリソン・フィッシャー
1908年11月7日号

## 関連
- en:Constantin Alajalov
- Cyrus Curtis
- en:John Philip Falter
- en:Anton Otto Fischer
- en:Garet Garrett
- en:Ladies' Home Journal
- J・C・ライエンデッカー
- ノーマン・ロックウェル
- en:John E. Sheridan (illustrator)
- en:Harry Simmons
- Edmund Ward

### 同様の雑誌
- コリアーズ（英語版）
- ハーパーズ・ウィークリー（英語版）
- リバティ（英語版）
- ライフ
- ルック
- リーダーズ・ダイジェスト(刊行中)